# Finlands judeutlämningar
Finlands judeutlämningar hänvisar till händelser under fortsättningskriget som ledde till att Finland utlämnade judiska flyktingar och krigsfångar åt Nazityskland. Offren hamnade dels på förintelseläger, medan en del blev avrättade av Einsatzgruppen eller andra tyska organisationer. Finland utlämnade ett tiotal judiska flyktingar och tiotals judiska krigsfångar. Bedömningar i efterhand har hävdat, dock inte entydigt, att orsaken till utlämningarna var Tysklands påtryckningar.

## Offer
Följande åtta judiska flyktingar utlämnades och transporteras i början av november 1942 av ångaren S/S Hohenhörn till Tallinn, varifrån de fördes vidare till förintelselägret Auschwitz.
- Heinrich Huppert (född 16 november 1896 i Wien i Österrike)
- Kurt Huppert (född 29 augusti 1931 i Wien i Österrike)
- Franz Olof Kollmann (född 15 maj 1941 i Helsingfors i Finland)
- Georg Kollmann (född 19 november 1912 i Wien i Österrike)
- Janka Kollmann, tidigare Holčerová (född 10 september 1910 i Nyiregyhaza i Ungern)
- Elias Kopelowsky (född 22 september 1881 i Ilgen)
- Hans Robert Martin Korn (född 26 juni 1919 i Bielitz i Polen)
- Hans Edward Szybilski (född 29 augusti 1907 i Elberfeld)

Enligt felaktig information i en bok av Antero Holmila skulle Elias Kopelowsky redan ha skjutits i Tallinn, medan de andra transporterades därifrån till Auschwitz. Elina Sana har fått reda på från handlingarna att alla transporterades till Auschwitz. Holmilas data baserades på boken Mord utan hat - Estonians and Holocaust (2009) av den estniska forskaren Anton Weiss-Wendt. Weiss-Wendt har sedermera medgett informationen som felaktig i sin senare utgivna bok On the Margins – Essays on the History of Jews in Estonia (2017). 
Elias Kopelowsky var en förmögen och ogift lettisk timmerhandlare som bosatte sig på Hotell Torni i augusti 1942. Vid utlämningen hade han precis fyllt 60 år. Finländska statspolisen Stapo hämtade Kopelowsky från Hotell Torni den 29 oktober 1942 och överlämnade honom senare till Gestapo. Vad som hände med Kopelowskys i Finland kvarblivande egendom är inte känt.
Av de åtta utlämnade överlevde bara Georg Kollman förintelselägret. Han flyttade senare till Israel. Kollmans fru Janka Kollman och deras ett och ett halvt år gamla son Franz Olof Kollman mördades i Auschwitz.
De utlämnade med flyktingstatus anlände 1938 till Finland från tyskockuperade områden. Fem av dem var flyktingar som hade beviljats asyl i Finland. En av de utlämnades fru och parets två barn följde "frivilligt" med i samband med utlämningen. Förutom dessa åtta flyktingar utlämnade Finland en judisk flykting och möjligen tre andra judar, baserat på deras namn.
Förutom flyktingar överlämnade Finland krigsfångar från landets egna fångläger. Bland de 520 sovjetiska krigsfångar som levererades till tyskarna från det politiska fånglägret fanns 39 personer märkta som judar.  Av dessa 520 har forskaren Serah Beizer ytterligare uppskattat, på bas av krigsfångarnas namn, att sammanlagt 74 av dem kan ha varit judar. Utgående från namnen blir siffran fortfarande inexakt. Enligt Max Jakobson hade tyska Gestapo och finska statspolisen Valpo kommit överens om överlämningen utan regeringen Rangells kännedom. Beslutet togs av inrikesministern Toivo Horelli på förslag av Arno Anthoni, chef för Stapo. Beslutet var lagligt då inrikesministern hade rätt att besluta om uppehållstillstånd för utlänningar.

## Heinrich Himmlers besök i Finland
Före utlämningarna hade SS-ledaren Heinrich Himmler vid månadsskiftet juli-augusti 1942 besökt Finland. Himmler hade frågat premiärminister Jukka Rangell om de finska judarnas situation, när Rangell enligt en efterhandsrapport betonade att den lilla judiska minoriteten hade integrerat sig i det finska samhället som jämställda medlemmar och deltagit i kriget tillsammans med andra finländare. Rangell skulle ha avslutat diskussionen om ämnet med att säga "Wir haben keine Judenfrage" ("Vi har ingen judefråga"). Enligt Gideon Bolotowsky styrks inte detta påstående av dokument eller samtida anteckningar. Påståendet är enligt Bolotowsky är en berättelse som uppstått på 1950-talet, då den geopolitiska situationen redan var annorlunda.
Himmler återvände inte till saken efter sitt besök; men när han återvände till Tyskland sägs han ha varit upprörd över "den där lusstaten Führer kan vrida nacken av när som helst". Enligt Max Jakobson var utrotningen av finska judar ändå en del av Hitlers tyska plan för en "slutlig lösning på den Europas judefråga", enligt protokollet från en hemlig konferens i Wannsee nära Berlin i januari 1942. Rykten kring Adolf Hitlers besök i Finland i juni 1942 antyder också krav gällande finländska judar.
Felix Kersten, en estniskfödd finsk medborgare som arbetade som Himmlers personliga massör, redogör i sina memoarer som publicerades 1947 för sin egen version av händelseförloppet kring Himmlers finlandsbesök. Det kan antas att Kersten inflikade sensationella drag i sina redogörelser. Himmler ska enligt Kersten ha haft en lista över finska judar i sin portfölj. Krav på utlämningar ska ha framförts och judelistan ska enligt Kerstens påståenden ha fotograferats i hemlighet av finska myndigheter. Enligt Kersten försökte statsminister Jukka Rangell desperat köpa tid genom att förklara att inga beslut kunde fattas då parlamentet inte var närvarande. Saken ska efter det inte ha kommit på tal. Inga dokument eller andra källor stöder dock Kerstens påståenden. Enligt Max Jakobson var Kersten mytoman, även om detta personlighetsdrag i andra sammanhang kan ha räddat judar och andra som hade förföljts under Hitler i Tyskland. Kersten var den enda person som kunde lindra Himmlers krampaktiga buksmärtor, vilket Kersten utnyttjade för utpressa sin uppdragsgivare på löften om befrielse av förföljda. 

## Regeringens beredning av utlämningarna
Utlämningen av judiska flyktingar till Tyskland skulle uppenbarligen ha ägt rum i all tystnad om inte ledningen för den judiska församlingen i Helsingfors vidtagit motåtgärder. Församlingens advokat Jonas Jakobson förde samtal med statsminister Rangell och finansminister Väinö Tanner, varefter Tanner beordrade säkerhetspolisen Stapo att avbryta utlämningarna tills frågan diskuterats av regeringen. Tanner och socialminister K-A. Fagerholm tog upp frågan vid statsrådets aftonskola. Eftersom sessionen var informell saknas protokoll från regeringens överläggningar. Väinö Tanner frågade Horell i en rasande ton huruvida uppgifterna om att inrikesministeriet redan hade fattat ett beslut gällande utlämningen stämde. K-A. Fagerholm, känd som en skarp motståndare till nazismen, meddelade att han omedelbart skulle avgå från regeringen om deportationerna genomfördes. Situationen närmade sig en återvändsgränd när inrikesminister Horelli för sin del blev upprörd och hotade att avgå om frågan inom hans kompetens togs upp.
Den rådande censuren hindrade inte pressen att behandla saken. Helsingin Sanomat och Suomen Sosialidemokraatti gjorde en offentlig skandal genom att starkt fördöma de kommande utlämningarna, medan Uusi Suomi bagatelliserade fallet. Dessutom fick premiärminister Rangell en adress som varnade regeringen för de negativa utrikespolitiska konsekvenserna som utvisningar kunde få. Adressen undertecknades av bland andra professorerna Yrjö Hirn, Robert Brotherus och Bruno Suviranta, liksom chefredaktören för Helsingin Sanomat, tidigare utrikesministern Eljas Erkko.
En vag kompromiss nåddes när president Risto Ryti övertalade Fagerholm att dra tillbaka sin avgång. Ryti förklarade att han kommit överens med Horelli att ingen skulle utlämnas. Fagerholm uppgav dock senare i sina memoarer att han hade dragits vid näsan, då utlämningar ändå kom att äga rum, om än i mindre utsträckning än tänkt.
Motiveringen för utvisning av judarna var att de begått brott i Finland. Faktum är att en av dem dömts till böter för ransoneringsförseelse, och en annan, en österrikisk medborgare som volonterat i Vinterkriget, hade avtjänat ett fängelsestraff för stöld. De andra utlämnade misstänkliggjordes helt obefogat. Enligt en officiell förklaring från inrikesministeriet var utlämningarna ett ”normalt polisärende” och endast avlägsnande av ”oönskade och kriminella element” som hade förlorat sin rätt till asyl. Enligt Max Jakobson påvisar fallets handlingar Stapo-tjänstemännens helt öppna antisemitism och likaså fientliga inställning till icke-judiska flyktingar.
Skandalen kring fallet ledde till att utlämningar av flyktingar från Finland till Tyskland upphörde. De cirka 150 judiska flyktingar som ännu vistades i Finland, och som skyddspolisen Stapo uppenbarligen ämnade utlämna till Tyskland, fick senare resa till Sverige och vidare till USA. Detta skedde till följd av en vädjan Fagerholm framförde i ett personligt brev till Sveriges statsminister Per Albin Hansson.
Rangells regering avgick efter presidentvalet 1943, och inrikesminister Toivo Horelli uteslöts ur regeringen som bildades av Edwin Linkomies. Den nya regeringen började omedelbart förbättra flyktingarnas status, och flera judar vars medborgarskapsansökningar inte hade handlagts under den tidigare inrikesministern beviljades finskt medborgarskap, trots att säkerhetspolisen Stapo i de flesta fall gav negativa utlåtanden.

## Efterhandsutvärderingar
Heikki Ylikangas bedömer att anledningen till utlämningen av judiska flyktingar var det tryck som Tyskland utövade. Tyskland ställde krav på utlämning av judar som villkor för leverans av spannmål till Finland. Utlämning av judiska medborgare förekom inte. I ett senare skede av kriget informerade den tyska ambassadören Wipert von Blücher Adolf Hitler om att Finland under inga omständigheter skulle försätta sina judiska medborgare i fara. Enligt historikern Henrik Meinander accepterade Hitler detta som realistiskt.
Enligt Max Jakobson ställde Tyskland inte vid något tillfälle krav på Finland att utlämna judarna, åtminstone officiellt. Därtill krävde Tyskland inte heller Finland att anta en nationalsocialistisk ideologi. Jakobson anser att Finland var en så värdefull allierad till Tyskland att landets ledning inte ville äventyra förhållandet med ärenden som ansågs motbjudande i Finland.
Enligt Jukka Tarkka var orsakerna till utlämningarna varken politiska eller rasmässiga, utan endast önskan hos småaktiga finska poliser att behaga sina tyska gelikar. Å andra sidan visade fallet också att pressen, trots censur, kunde agera som en maktens vakthund och bryta ett händelseförlopp som annars skulle ha blivit ett större moraliskt snedtramp. I en rapport från Hornborgskommittén, som inrättades 1945 av Paasikivis regering, stod det att Finland genom att avbryta deportationerna "blev besparad ett outplånligt stigma". "Men inte helt - åtta personer blev offer för denna vansinniga omänsklighet." 

## Ursäkter
I november 2000 bad statsminister Paavo Lipponen, på uppdrag av den finska staten och alla finländare, om ursäkt för utlämningen av judar till Gestapo. Den judiska församlingen i Helsingfors uppförde i mars 2000 ett monument Hjälpsökande händer utformat av Rafael Wardi och Niels Haukeland på Observatorieberget i Helsingfors. Samtidigt bad kyrkomötet för den evangelisk-lutherska finska kyrkan judarna om ursäkt för att kyrkan under 1930- och 1940 -talen förblev tyst om naziregimens brott mot judar och att kyrkan inte ingrep i utlämningarna av judiska flyktingar från Finland till Tyskland. 

## Monument

### Minnesmärke Hjälpsökande händer
På Observatorieberget i Helsingfors invigdes i mars 2000 ett minnesmärke benämnt Hjälpsökande händer över de åtta utländska judiska flyktingar som finska myndigheter överlämnade till SS den 6 november 1942.

### Monument för den judiska församlingen
På innergården till Helsingfors judiska församling finns ett monument över judiska utlämningar, rest 1970, ritat av Harry Kivijärvi och Sam Vann.

### Snubbelstenar

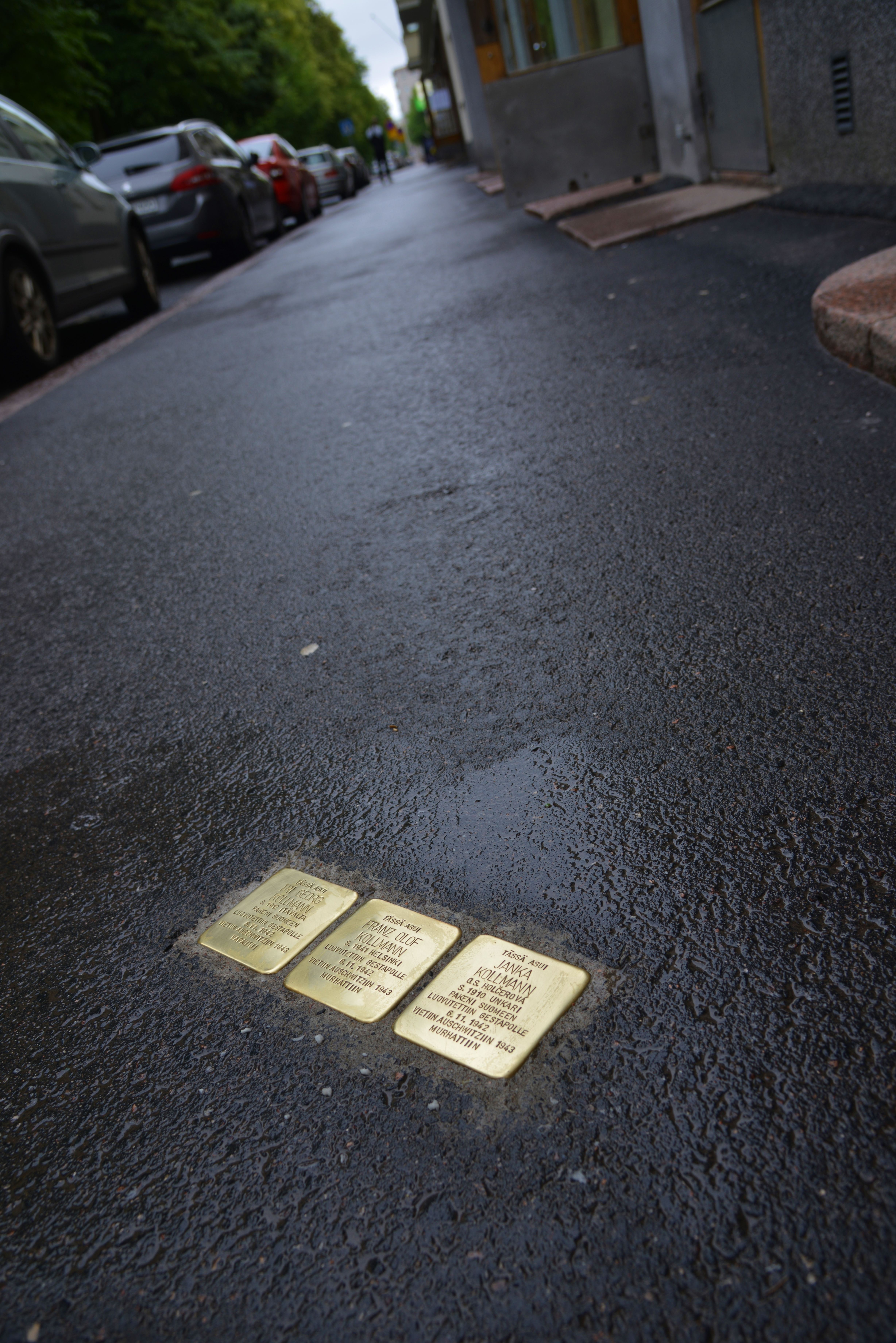
Snubbelsten för familjen Kollmann i Helsingfors

I Finland finns sju monument som kallas snubbelstenar (tyska Stolperstein), ett konstprojekt som den tyska konstnären Gunter Demnig initierade för att hedra förintelsens offer. De tre första minnesstenarna göts till minne av Georg och Janka Kollmann samt deras ett och ett halvt år gamla son, Franz Olof Kollmann, nära familjens hem i Munksnäs, Helsingfors. I juni 2019 göts en sten till Elias Kopelowskys minne framför Hotel Torni. De återstående fyra snubbelstenarna installerades på Högbergsgatan och i Hagnäs år 2020,  eftersom installationen av stenarna krävde att ärenden skulle kunna hanteras med staden och husbolag. En minnessten för den tyskfödda affärsresenären Hans Szybilski utplacerades 2019 vid Apelbergsgatan 36 i Stockholm, där han uppehöll sig innan sin ankomst till Finland.

## Minnesdag
27 januari, dagen för befrielsen av Auschwitz befriande, utsågs 2001 officiellt till den nationella minnesdagen för offren. 

## Behandling i litteratur
Utlämningarna har behandlats av Elina Sana (tidigare. Suominen), Hannu Rautkallio och Oula Silvennoinen. Elina Sanas bok Luovutetut (De utlämnade) ledde till ett forskningsprojekt med samma namn. Amerikanska Simon Wiesenthal Center uppmanade Finland att utreda ödena för samtliga personer som utlämnades från Finland till Tyskland under fortsättningskriget och att ställa de ansvariga inför rätta. Ämnet har också behandlats i Heikki Ylikangas pjäs Ne kahdeksan valittua (De åtta utvalda).  Verket Kuolemanlaiva S/S Hohenhörn - juutalaispakolaisten kohtalo Suomessa (Dödsskeppet S/S Hohenhörn - judeflyktingarnas öde i Finland)  tilldelades statens informationsspridningspris och Luovutetut fick Fack-Finlandia-priset.

### Källförteckning
- Fagerholm, K.-A.: Puhemiehen ääni.   Helsingfors: Tammi, 1977.  ISBN 951-30-3980-3.
- Jakobson, Max: Väkivallan vuodet: 20. vuosisadan tilinpäätös 1.   Helsingfors: Otava, 1999.  ISBN 951-1-13369-1.
- Sana, Elina: Luovutetut: Suomen ihmisluovutukset Gestapolle.   Helsingfors: WSOY, 2003.  ISBN 951-0-27975-7.
- Silvennoinen, Oula: Salaiset aseveljet: Suomen ja Saksan turvallisuuspoliisiyhteistyö 1933–1944.   Helsingfors: Otava, 2008.  ISBN 978-951-1-21501-1.
- Ylikangas, Heikki: Heikki Ylikankaan selvitys valtioneuvoston kanslialle.   Helsinki: Valtioneuvoston kanslian julkaisusarja, 2004.  ISBN 952-5354-47-4. Verkets webbversion (refererat 6.10.2021).